# Nordmannia aurea
Nordmannia aurea är en fjärilsart som beskrevs av Hermann Stauder 1934. Nordmannia aurea ingår i släktet Nordmannia och familjen juvelvingar. Inga underarter finns listade i Catalogue of Life.